# Tzimentey de Abajo
Tzimentey de Abajo är en ort i Mexiko.   Den ligger i kommunen Huayacocotla och delstaten Veracruz, i den sydöstra delen av landet, 150 km nordost om huvudstaden Mexico City. Tzimentey de Abajo ligger 1 216 meter över havet och antalet invånare är 256.
Terrängen runt Tzimentey de Abajo är varierad. Runt Tzimentey de Abajo är det ganska glesbefolkat, med 36 invånare per kvadratkilometer. Närmaste större samhälle är Pie de la Cuesta, 4,1 km öster om Tzimentey de Abajo. I omgivningarna runt Tzimentey de Abajo växer i huvudsak städsegrön lövskog.